# Julius Ammann

Julius Ammann um 1900

Julius Ammann (* 24. März 1882 in Gossau; † 22. Juli 1962 in Basel; heimatberechtigt in Mosnang) war ein Schweizer Lehrer und Mundartschriftsteller.

## Leben
Julius Ammann war ein Sohn von Johann Julius Robert Ammann, Buchbinder und Weinhändler, und Anna Sturzenegger. Im Jahr 1911 heiratete er Alma Zisch, Tochter von Georg Zisch, Vergoldermeister. Nach dem frühen Tod der Eltern in den Jahren 1889 und 1891 wuchs Ammann beim Grossvater mütterlicherseits in Trogen auf. Er besuchte die Kantonsschule Trogen. Von 1898 bis 1902 absolvierte er das evangelische Lehrerseminar Unterstrass in Zürich. Ab 1902 bis 1910 arbeitete er als Lehrer an der Taubstummenanstalt Riehen. Von 1910 bis 1945 war er Hausvater der Anstalt für schwachbegabte Taubstumme in Bettingen. Er entwickelte neue Methoden in der Gehörlosenausbildung. Von 1925 bis 1953 war er nebenamtlicher Gemeindeschreiber in Bettingen. 
Nach Ferienaufenthalten im Appenzellerland begann Ammann in den 1920er Jahren Gedichte in seinem Jugenddialekt zu verfassen. Seine Beschreibungen von Land und Leuten liessen ihn zum bekanntesten Appenzeller Mundartdichter werden. Unter dem Pseudonym Sebastian Hämpfeli schrieb er zudem Gedichte in Bettinger Mundart.

## Werke
- Julius Ammann: Appezeller Spröch ond Liedli. Gesamtausgabe der Gedichtsammlungen. Mit einer Einführung von Stefan Sonderegger. Schläpfer, Herisau 1976.